# Operation Diplomat
1941

Versenkung der Force Z 
1942

C –
Ironclad 
1944

Diplomat –
Cockpit –
Transom –
Councillor –
Pedal –
Crimson –
Banquet –
Light –
Millet –
Outflank –

ab 22. Nov. als British Pacific Fleet Robson 
1945

Lentil –
Meridian –
Suffice –
Stacey –
Transport –
Onboard –
Penzance –
Passbook –
Sunfish –
Bishop –
Dukedom –
Mitre –
Irregular –
Balsam –
Bedlam Green –
Collie –
Livery –
Jurist –
Tiderace
Die Operation Diplomat war ein Übungsunternehmen der britischen Eastern Fleet unter dem Kommando von Admiral Sir James Somerville während des Pazifikkriegs im Zweiten Weltkrieg. Das Manöver startete am 21. März 1944 und endete am 2. April des Jahres.
Es hatte das Ziel, die Schiffe der Flotte und deren Besatzungen auf die operativen Verfahren vorzubereiten, die für geplante Operationen gegen die Japaner im Pazifik als Teil der britischen Pazifikflotte von Admiral Sir Bruce Fraser erforderlich wären. Dies sollte dem Schutz der Schifffahrt auf der Route zwischen Australien und Indien dienen.

## Vorereignisse
Vorgespräche zur Rückkehr der britischen Flotte in den pazifischen Raum wurden von der Admiralität im Februar 1944 angestoßen. Auf den Rat vom amerikanischen Admiral King schickten sie eine kleine Delegation unter Konteradmiral Daniel in die USA um über die Lieferung von Nachschub zu verhandeln. Konteradmiral Daniel hatte Kommandoerfahrungen auf größeren Schiffen sowie mit einer Kreuzerflottille und er war der Planungschef der britischen Admiralität. Daher erwies er sich als idealer Verhandler für die Rückkehrplanung.
Australien bot den Briten Sydney als Basis, um von dort aus die weiteren Einsatzplanungen zu unternehmen. Der Zeitplan für die Überführung der Schiffe hing von etlichen Faktoren ab, die bedacht werden mussten. So war geplant, neue Infrastruktur zur Versorgung und Ausrüstung der Schiffe zu bauen, Docks und Flugfelder anzulegen sowie Personal für diese anzuwerben und auszubilden. Für den Umzug, der sich über die Strecke von mehr als 19.300 Kilometer zog, mussten ebenfalls entsprechende Vorbereitungen getroffen werden.
Schon im Vorfeld dieser Gespräche war beschlossen worden die Eastern Fleet im Indischen Ozean als Vorbereitung und Deckung der Kämpfe im Pazifik zu verstärken, da befürchtet wurde, dass der Krieg bis 1946, wenn nicht sogar bis 1947 dauern würde. Daher wurde die Eastern Fleet Anfang 1944 um einem Kern aus Flugzeugträgern und deren Begleitschiffe erweitert.

## Aufstockung der Eastern Fleet
Am 27. Januar 1944 kamen die Flugzeugträger Illustrious und Unicorn zusammen mit den Schlachtschiffen Queen Elizabeth und Valiant, sowie dem Schlachtkreuzer Renown in Trincomalee auf Ceylon an, was eine bedeutsame Verstärkung für die dort liegende Eastern Fleet war. Im März stießen noch die Geleitträger Begum und Shah zur Flotte. Zwei weitere Geleitträger, die Atheling und Ameer waren angekündigt.

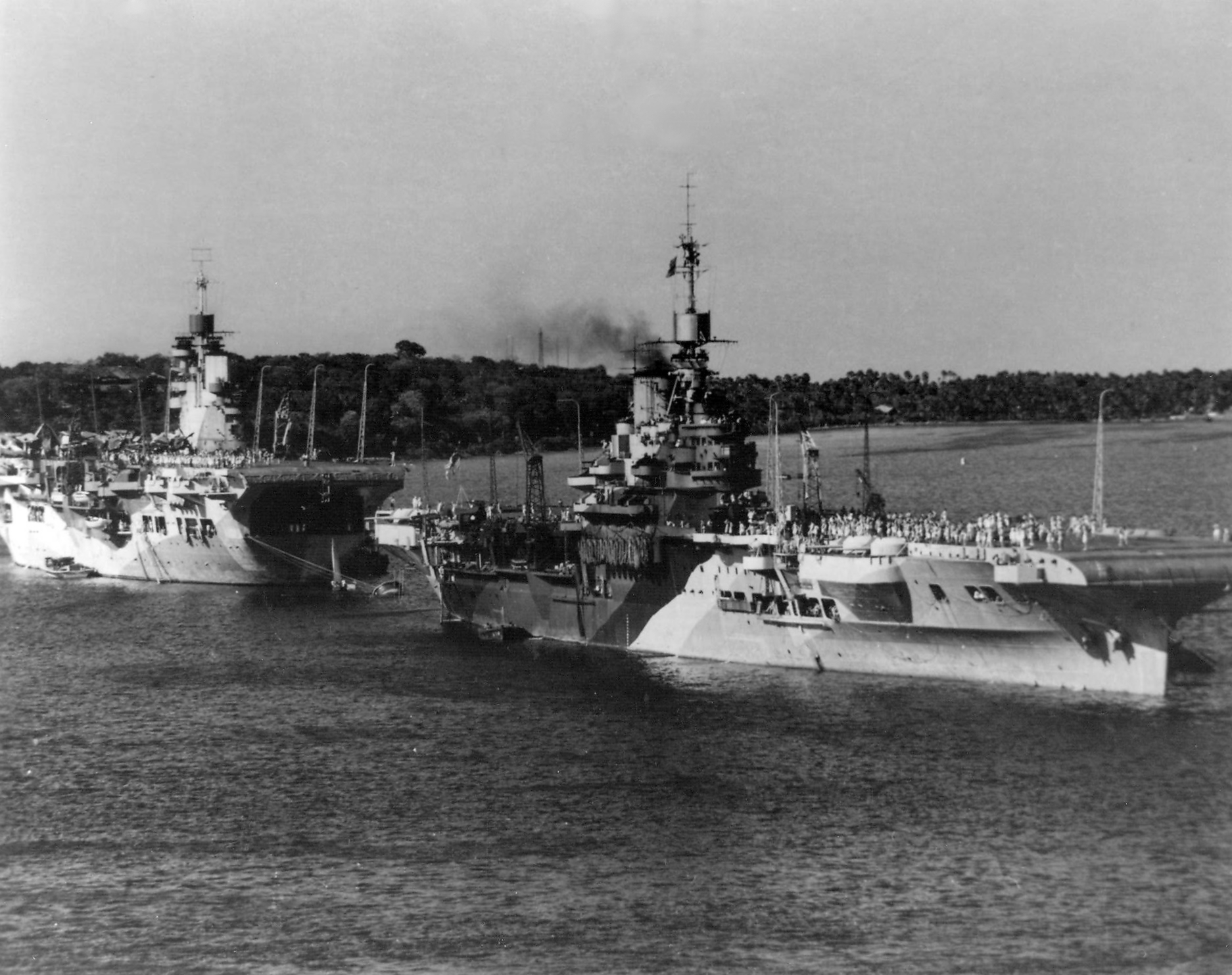
Unicorn (links) und Illustrious in Trincomalee

Die Illustrious war im Oktober 1943 mit Schiffen der Heimatflotte aus dem Mittelmeer nach Großbritannien zurückgekehrt. Kurz darauf wurde sie für den Dienst bei der Eastern Fleet bestimmt. Dafür wurde der Flugzeugträger ab dem 24. Oktober in Birkenhead aufgerüstet. Die Arbeiten umfassten den Einbau zusätzlicher doppelter Oerlikon-Halterungen, die Modifikation des Flugdecks und die Verbesserung des Katapults für die Verwendung mit voll beladenen Barracuda-Flugzeugen. Am 30. Dezember nahm die Illustrious mit den anderen Schiffen Kurs auf Ceylon. An Bord der Illustrious befanden sich zu diesem Zeitpunkt die beiden Corsair-Geschwader 1830 und 1833, sowie die beiden Barracuda-Geschwader 810 und 847. Alle Geschwader bestanden aus jeweils 14 Kampfflugzeugen und gehörten zum Royal Navy Fleet Air Arm. Sie waren neu aufgestellt worden, hatten nur Flugerfahrung mit ihren Maschinen, aber noch keine Kampfeinsätze. Der Geleitträger Unicorn hatte im Wesentlichen die Aufgabe, bei den Einsätzen mit ihren dazu geeigneten Radargeräten und Kampfflugzeugen für einen Deckungsschirm zu sorgen. Zudem diente er als Quelle für Ersatzflugzeuge und konnte bei Bedarf für Notlandungen genutzt werden. Das an Bord befindliche Geschwader 818, das Kampferfahrung bei der Versenkung des deutschen Schlachtschiffes Bismarck gesammelt hatte, führte vier Swordfish Flugzeuge zur U-Boot-Abwehr mit.

Etwa zur gleichen Zeit liefen fünf Schlachtschiffe und drei Flugzeugträger der Japaner in Singapur ein, die von Truk in den Karolinen geflohen waren, nachdem die Amerikaner diesen Stützpunkt schwer bombardiert hatten (→ Operation Hailstone). Dies wurde auch als eine mögliche Bedrohung für die britische Eastern Fleet gesehen. Angriffe im Indischen Ozean wurden jetzt viel wahrscheinlicher. Admiral Somerville hatte den Indischen Ozean mehrere Jahre lang mit einer kleinen Ansammlung von Schiffen der ehemaligen Heimat- und Mittelmeerflotte besetzt gehalten. Ihm war klar, dass die jetzt gewachsene Flotte schnellstens einem Manöver unterzogen werden musste. Um dieses Unterfangen zu beschleunigen wandte er sich an den US-Admiral Chester W. Nimitz um ihn zu bitten einen US-Flugzeugträger zu schicken, bis ein zweiter britischer Flugzeugträger eintrifft. Nimitz hatte zu dieser Zeit bereits eine wachsende Anzahl an Trägern der Essex-Klasse zur Verfügung und beorderte daher die Saratoga unter Kapitän John Howard Cassady zur Eastern Fleet. Die Saratoga hatte die 12. Luftgruppe an Bord. Sie bestand aus 36 Hellcats, 24 Dauntless und 18 Avengers.

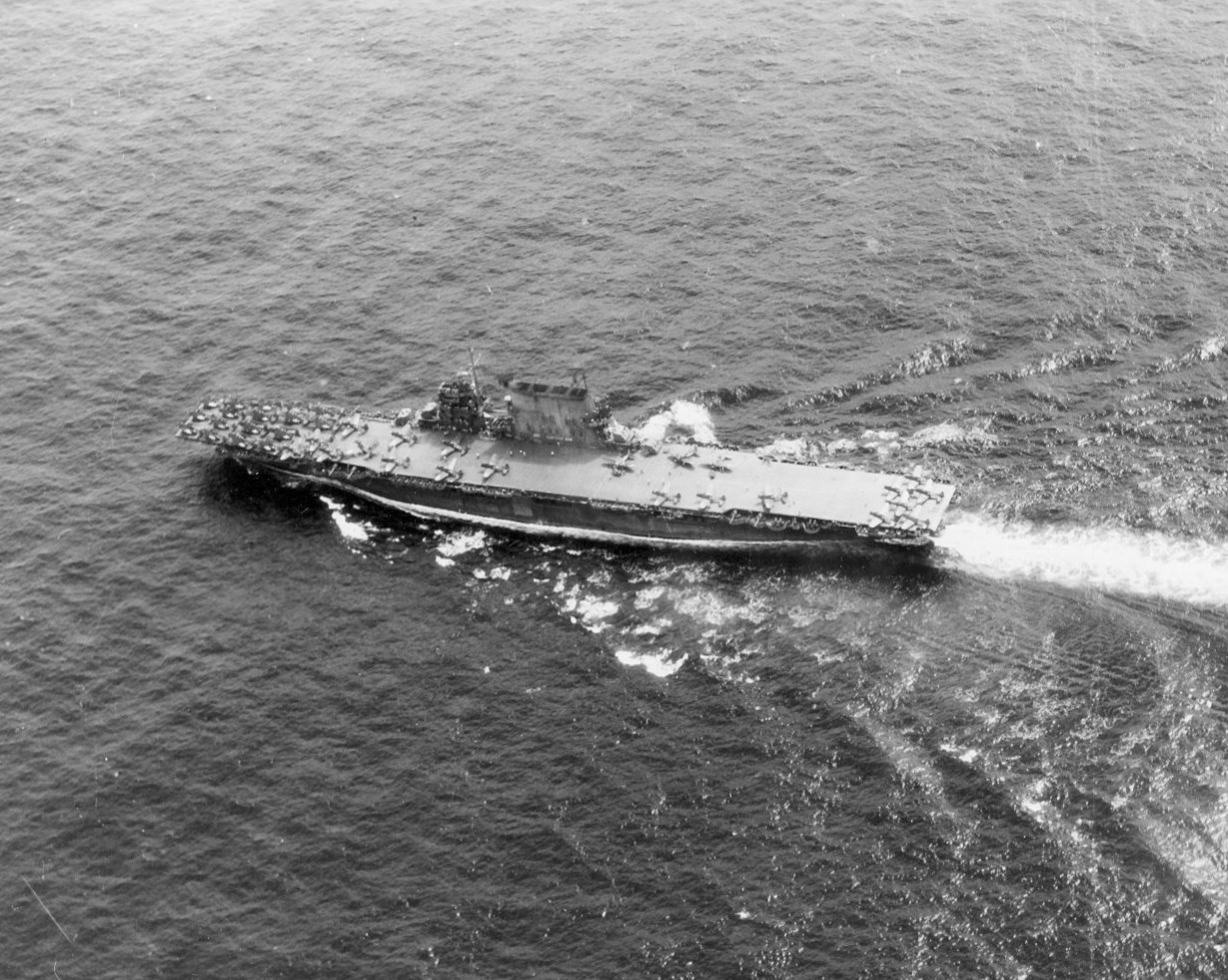
Die Saratoga

## Das Manöver
Die Schiffe der Eastern Fleet verließen Trincomalee am 21. März mit Kurs auf die Kokosinseln, die als Treffpunkt mit der US Task Force bestimmt worden waren. Das britische Schlachtschiff Valiant und die Zerstörer Quality, Queenborough und die australische Quiberon stachen am selben Tag von Colombo aus in See. Am Morgen des 24. März trafen die Schiffe auf die Tankergruppe. Die Übungen zum Auftanken nahmen insgesamt drei Tage in Anspruch. Dabei befanden sich die Schiffe etwa 1.370 Kilometer südlich von Ceylon.
Die Schiffe nahmen anschließend einen weiteren Kurs nach Süden und wurden am 27. März von der Task Force 58.5 unterstützt. Nach Durchführung der Manöverübungen, bei denen, bedingt durch zu wenig Zeit, allerdings keine gegenseitigen Landeübungen auf den Flugzeugträgern durchgeführt wurden, kehrte die vereinte Flotte am 31. März nach Trincomalee zurück. Die Tanker unter Geleitschutz der Tromp erreichten Trincomalee am 2. April.
|                 | Großbritannien Eastern Fleet             | Neuseeland | Niederlande            | Australien                   | Vereinigte Staaten TG.58.5 |
| --------------- | ---------------------------------------- | ---------- | ---------------------- | ---------------------------- | -------------------------- |
| Schlachtschiffe | Queen Elizabeth Valiant                  |            |                        |                              |                            |
| Schlachtkreuzer | Renown                                   |            |                        |                              |                            |
| Flugzeugträger  | Illustrious                              |            |                        |                              | Saratoga                   |
| Schwere Kreuzer | London Cumberland                        |            |                        |                              |                            |
| Leichte Kreuzer | Ceylon                                   | Gambia     | Tromp                  |                              |                            |
| Zerstörer       | Quilliam Quality Queenborough Pathfinder |            | Van Galen Tjerk Hiddes | Napier Norman Nepal Quiberon | Cummings Dunlap Fanning    |
| Tanker          | Arndale Eaglesdale Easedale              |            |                        |                              |                            |